# 聖特雷莎 (聖埃斯皮里圖州)

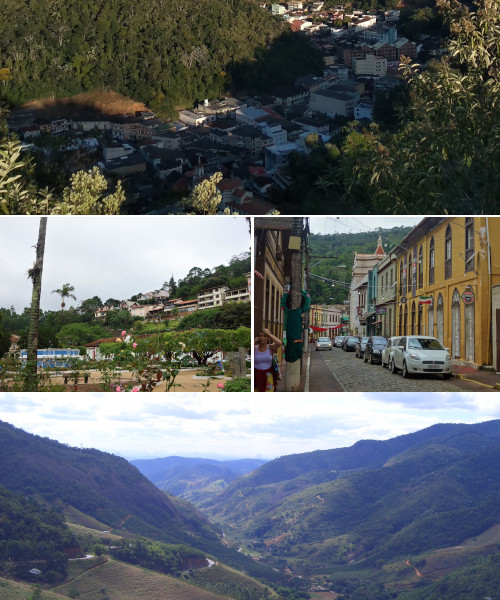
聖特雷莎

19°56′09″S 40°36′00″W / 19.93583°S 40.60000°W
聖特雷莎（葡萄牙語：Santa Teresa），是巴西的城鎮，位於該國東南部，由聖埃斯皮里圖州負責管轄，始建於1891年，面積683平方公里，海拔高度655米，2010年人口21,823，人口密度每平方公里31.94人。